# Günter Zschacke

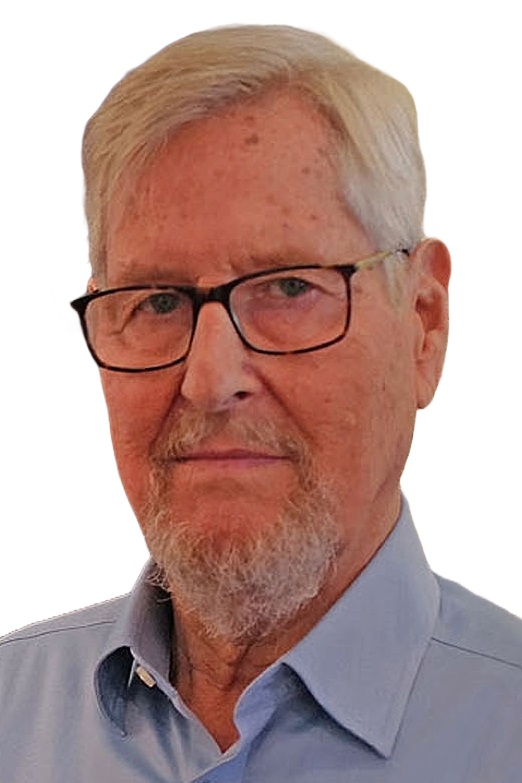
Günter Zschacke (2023)

Günter Zschacke (* 10. Juni 1936 in Naumburg (Saale); † 29. März 2025) war ein deutscher Feuilletonist und Autor.

## Leben
Zschacke wurde in Sachsen-Anhalt geboren. An der Georg-August-Universität Göttingen, der Ludwig-Maximilians-Universität München und der Christian-Albrechts-Universität zu Kiel studierte er Germanistik und Anglistik. Er volontierte 1962 bei den Lübecker Nachrichten und war bei der Zeitung von 1963 bis 1998 als Redakteur des Kultur-Ressorts tätig. In dieser Zeit verfasste er drei Bücher, von denen zwei im Verlag Schmidt-Römhild erschienen.
Daneben brachte sich Zschacke vielfältig in das kulturelle Leben Lübecks ein. So initiierte er den bei den Nordischen Filmtagen Lübeck vergebenen Publikumspreis der Lübecker Nachrichten, 1979 die Initiative „Konzertsaal für Lübeck“, die zum Bau der Musik- und Kongreßhalle Lübeck führte, sowie den Furtwängler-Förderpreis für Orchestermusiker und den Fehling-Förderpreis der Gesellschaft der Theaterfreunde.
2006 veröffentlichte Zschacke, ebenfalls bei Schmidt-Römhild,  Begegnungen mit dem Untertitel  40 Jahre Kulturarbeit für Lübeck, 2017 folgten Klingende Jahrzehnte – Die Lübecker Philharmoniker 1997–2017 und 2022 Harmonien und Dissonanzen – 75 Jahre Lübecker Musikgeschichte 1945–2020 im selben Verlag.
Zschacke publizierte über Kulturthemen unter anderem im Magazin Die Tonkunst, in Klassik Heute, im Lübecker Almanach Der Wagen, arbeitete für den Hörfunk und war von 1998 bis 2017 Mitarbeiter der Lübecker Stadtzeitung.
Zschacke starb am 29. März 2025 im Alter von 88 Jahren, am selben Tag auch seine Frau Antje, die 81 Jahre alt wurde. Das Paar hatte mehr als 60 gemeinsame Jahre geteilt.

## Auszeichnungen
Im Mai 2001 zeichnete der Lübecker Bürgermeister Bernd Saxe Zschacke mit der Silbernen Ehrengedenkmünze der Hansestadt Lübeck aus.

## Werke (Auswahl)
- Carl Maria von Weber – Romantiker im Aufbruch. Schmidt-Römhild. Lübeck 1985, ISBN 978-3-7950-2410-9
- Lübecker Kinder-Tanztheater Heino Heiden. Verlag Graphische Werkstätten. Lübeck 1988, ISBN 978-3-925402-23-4
- Variationen – 100 Jahre Orchester in der Hansestadt Lübeck (mit Karsten Bartels). Schmidt-Römhild. Lübeck 1997, ISBN 978-3-7950-1225-0
- Furtwängler in Lübeck. Die Jahre 1911–1915 im Spiegel der Briefe von Lilli Dieckmann an ihre Mutter in Dresden. Verein Orchesterfreunde/Konzertsaal für Lübeck (Hrsg.). Schmidt-Römhild. Lübeck 2000, ISBN 978-3-7950-1225-0
- Begegnungen – Vier Jahrzehnte Kulturarbeit für Lübeck. Schmidt-Römhild. Lübeck 2006, ISBN 978-3-7950-1274-8
- Klingende Jahrzehnte – Die Lübecker Philharmoniker 1997–2017. Schmidt-Römhild. Lübeck 2017, ISBN 978-3-7950-5245-4
- Harmonien und Dissonanzen. 75 Jahre Lübecker Musikgeschichte 1945–2020. Schmidt-Römhild. Lübeck 2022, ISBN 978-3-7950-5265-2
- Die Cellistin Anja Thauer. Eine Dokumentation von Günter Zschacke. Heimatverein Travemünde. Lübeck-Travemünde 2023